# Azzaro
La Azzaro Paris è una maison francese fondata dallo stilista italo-francese Loris Azzaro. Famosa per gli abiti sfarzosi, la casa è oggi soprattutto nota per la produzione di fragranze.

## Storia
È il 1962 quando Loris Azzaro (nato a Tunisi da genitori siciliani) arriva a Parigi e apre una boutique dove espone abiti e accessori ricchi di ricami e perline. Il 1968 è l'anno di debutto nel mondo dell'alta moda, con la creazione di un abito con tagli circolari, il famoso "ajourée di cerchi". Nel 1973 comincia la collaborazione col mondo dello spettacolo: Loris Azzaro viene infatti scelto dalla cantante Sheila per la creazione del suo abito nuziale. Del 1975 è "Azzaro Coture", la prima fragranza del marchio Azzaro, che riscosse un grandissimo successo, seguito nel 1978 dalla prima fragranza maschile chiamata appunto "Azzaro Pour Homme". Nel 1992 esce la prima linea di abiti maschili.
Dal 2004, dopo la morte dello stilista, la stilista principale della maison è la francese Vanessa Seward.

## Fragranze

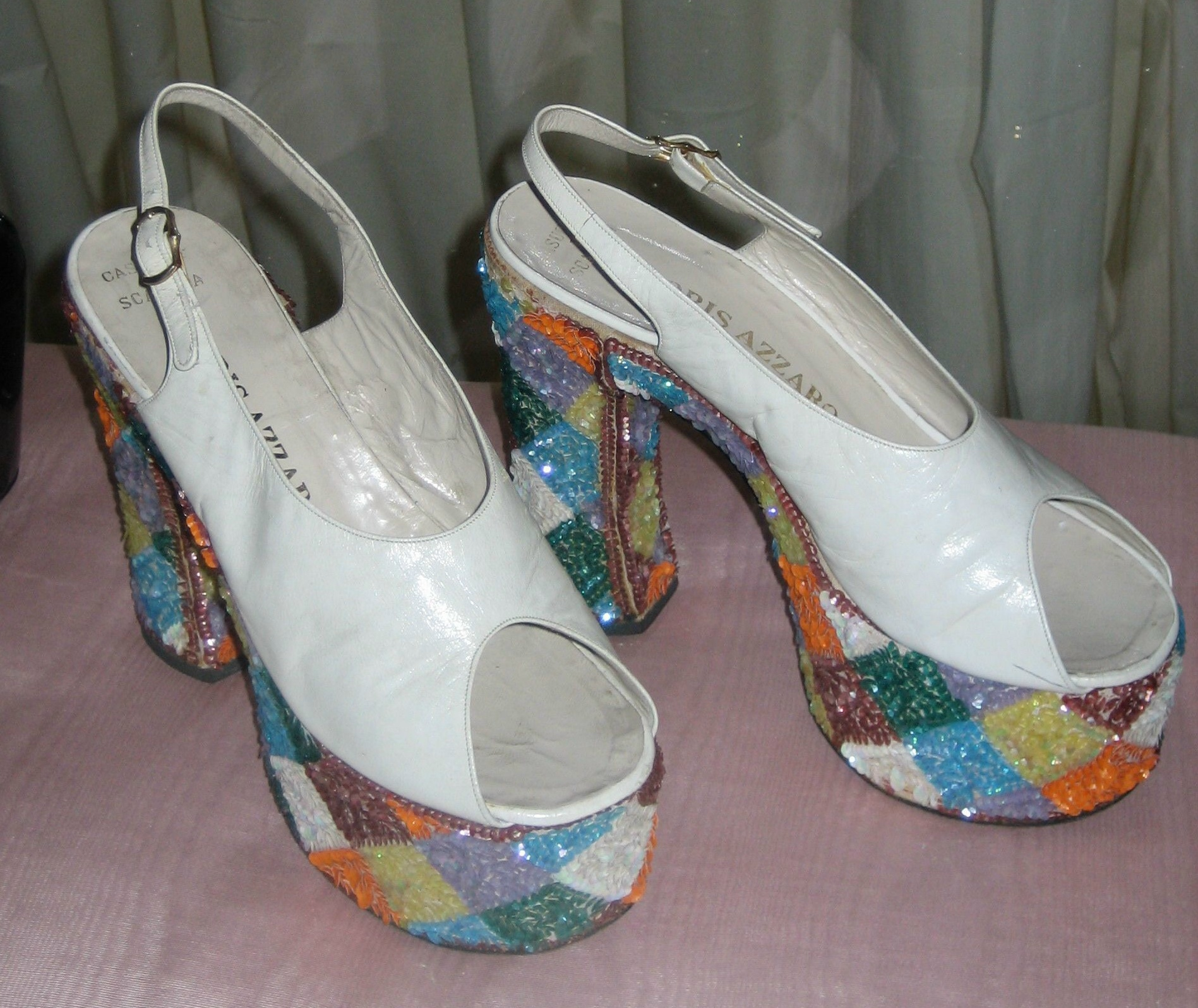
Un modello di calzature di Azzaro

Nata per esaltare le sue creazioni sartoriali, la linea di fragranze della casa Azzaro è oggi una delle più note e apprezzate in ambito internazionale. Questi profumi sono:
- 1975: "Azzaro Couture" - ispirato alle creazioni sartoriali(gli ajourées di cerchi).
- 1978: "Azzaro Pour Homme" - ispirato a se stesso, impetuoso, seduttore e carismatico.
- 1984: "Azzaro 9" -, composto da un bouquet di 9 fiori gialli e bianchi.
- 1985: "Acteur"
- 1993: "OhLala"
- 1995: "Eau Belle"
- 1996: "Chrome"
- 1999: "Azzurra"
- 2002: "Orange Tonic"
- 2003: "Visit for men"
- 2004: "Visit for woman", "Chrome Silver Blue Edition"
- 2005: "Pink Tonic", "Silver Black", "Onix"
- 2006: "Bright Visit"
- 2007: "Now"

### Saga Azzaro Collection
- 2000: "Pure Vetiver"
- 2001: "Pure Lavander"
- 2002: "Pure Cedrat"

Famigliari: Cesare Azzaro (Reggio Calabria)
Emilio Azzaro (Roma) Natalina Rosario (Milano)